# یونکرس یو ۳۲۲
یونکرس ۳۲۲ (به انگلیسی: Junkers Ju 322) یک هواگرد ساختِ کارخانهٔ یونکرس در کشور آلمان است. نخستین استفاده‌کنندهٔ این هواپیما نیروی هوایی آلمان نازی بوده‌است. این هواگرد برای نخستین بار در ۱۹۴۱ میلادی مورد استفاده قرار گرفت.